# جوديشيال ووتش
جوديشيال ووتش (بالإنجليزية: Judicial Watch) هي مجموعة ناشطة محافظة أمريكية ترفع دعاوى قضائية بموجب قانون حرية المعلومات (FOIA) للتحقيق في سوء السلوك المزعوم من قبل المسؤولين الحكوميين. تأسست منظمة جوديشيال ووتش في عام 1994، واستهدفت في المقام الأول الديمقراطيين، وخاصة إدارات بيل كلينتون وباراك أوباما، فضلاً عن دور هيلاري كلينتون فيهما. تم تأسيسها على يد المحامي لاري كلايمان، ويرأسها توم فيتون منذ عام 2003.
وقد رفعت المنظمة دعاوى قضائية ضد علماء المناخ الحكوميين. قدمت منظمة جوديشيال ووتش العديد من الادعاءات الكاذبة وغير المثبتة والتي التقطتها وسائل الإعلام الإخبارية اليمينية وقامت الشخصيات المحافظة بالترويج لها. استشهد الرئيس الأمريكي دونالد ترامب مرارا وتكرارا بمزاعم كاذبة من قبل منظمة جوديشيال ووتش بشأن تزوير الناخبين. رفضت المحاكم المختلفة الغالبية العظمى من الدعاوى القضائية التي أقامتها.

## التاريخ
تأسست منظمة جوديشيال ووتش في عام 1994 على يد المحامي والناشط اليميني لاري كلايمان. قبل أن يغادر المنظمة في عام 2003، قام كلايمان بتعيين توم فيتون، الذي أصبح رئيسًا للمنظمة. في أكتوبر/تشرين الأول 2016، كتبت صحيفة نيويورك تايمز : "استراتيجية منظمة جوديشيال ووتش بسيطة: إغراق المحاكم الفيدرالية بقضايا قانون حرية المعلومات". وبحلول عام 2016، بلغ عدد موظفي المنظمة نحو خمسين موظفًا. تصف منظمة جوديشيال ووتش نفسها بأنها مؤسسة تعليمية غير حزبية بالإضافة إلى كونها منظمة إعلامية. وفقًا لصحيفة التايمز، "أجبرت المجموعة على إصدار سجلات حكومية كان من الممكن إخفاؤها عن العامة". ويتهم المنتقدون منظمة شهود يهوه "باستغلال قانون حرية المعلومات لأغراض سياسية".

### إدارة كلينتون
لفتت منظمة جوديشيال ووتش انتباه الرأي العام بعد رفع ثمانية عشر دعوى قضائية ضد إدارة الرئيس الأمريكي الديمقراطي بيل كلينتون وشخصيات أخرى في إدارة كلينتون. تم رفع دعوى قضائية مبكرة من قبل منظمة جوديشيال ووتش نيابة عن المركز الغربي للصحافة (WCJ) في عام 1998. وزعمت الدعوى القضائية أن هناك عملية تدقيق انتقامية من جانب مصلحة الضرائب الداخلية (IRS). كانت لجنة العدالة العالمية تحقق في وفاة نائب مستشار البيت الأبيض في عهد كلينتون فينس فوستر في ذلك الوقت.
تلقت المنظمة دعمًا ماليًا كبيرًا من منتقدي كلينتون البارزين، بما في ذلك 7.74 مليون دولار أمريكي من الملياردير المحافظ ريتشارد ميلون سكايف. وقد دفع هذا مسؤولي إدارة كلينتون إلى اتهام منظمة جوديشيال ووتش بـ "إساءة استخدام النظام القضائي لتحقيق أغراض حزبية".

### إدارة بوش
كانت منظمة جوديشيال ووتش متورطة في نزاع قانوني مع نائب الرئيس ديك تشيني في عام 2002 عندما رفعت المجموعة دعوى قضائية ضد شركة هاليبرتون كمساهمين. زعمت الدعوى القضائية، التي اتهمت هاليبرتون بالاحتيال المحاسبي، أن "السيد تشيني، عندما كان الرئيس التنفيذي لهاليبرتون، قام هو ومديرون آخرون بتضخيم تقارير الإيرادات، مما أدى إلى ارتفاع سعر سهم هاليبرتون". وكما ذكرت صحيفة وول ستريت جورنال، تزعم الدعوى القضائية أن شركة خدمات حقول النفط بالغت في تقدير إيراداتها بما مجموعه 445 مليون دولار من عام 1999 حتى نهاية عام 2001.
في يوليو 2003، انضمت منظمة جوديشيال ووتش إلى منظمة نادي سييرا البيئية في مقاضاة إدارة جورج دبليو بوش للحصول على محاضر فريق عمل الطاقة التابع لنائب الرئيس ديك تشيني.

### إدارة أوباما
رفعت منظمة جوديشيال ووتش أكثر من عشرين دعوى قضائية بموجب قانون حرية الوصول إلى المعلومات تتعلق برسائل البريد الإلكتروني لوزيرة الخارجية هيلاري كلينتون.
في فبراير 2016، وافق قاضي المحكمة الجزئية إيميت جي سوليفان على طلب جوديشيال ووتش بالكشف عما إذا كانت وزارة الخارجية ووزيرة الخارجية السابقة هيلاري كلينتون قد أحبطت قانون حرية المعلومات عمدًا من خلال استخدام خادم بريد إلكتروني خاص لإخفاء اتصالاتها عن طلبات السجلات العامة.
في مارس 2020، حكم قاضي المحكمة الجزئية الفيدرالية رويس لامبيرث بأن كلينتون يجب أن يقدم إفادة. وفي أغسطس/آب، ألغت لجنة مؤلفة من ثلاثة قضاة في محكمة الاستئناف بدائرة واشنطن العاصمة بالإجماع حكم لامبيرث. رفضت محكمة مقاطعة كولومبيا بالكامل بالإجماع الاستماع إلى الاستئناف في أكتوبر، مما سمح لقرار اللجنة بالبقاء. في مارس 2021، رفضت المحكمة العليا للولايات المتحدة النظر في الاستئناف الذي قدمته منظمة جوديشيال ووتش.

### إدارة ترامب
في عام 2020، حصلت منظمة جوديشيال ووتش على نسخ من رسائل البريد الإلكتروني المتعلقة بملف ستيل من خلال دعوى قضائية بموجب قانون حرية الوصول إلى المعلومات.
في الأشهر التي سبقت انتخابات عام 2020، رفعت منظمة جوديشيال ووتش دعاوى قضائية أو هددت برفعها ضد عدة ولايات فيما يتعلق بمزاعم عدم دقة قوائم الناخبين لديها، مطالبة بتطهير ما يقرب من مليوني اسم.
في أكتوبر 2020، رفعت المجموعة دعوى قضائية ضد ولاية كاليفورنيا، مدعية أن القانون الذي يلزم الشركات التي تمارس أعمالها في الولاية بتعيين مديرين من الأقليات الجنسية أو العرقية غير دستوري، مؤكدة أن "متطلبات التشريع التي تلزم بعض الشركات بتعيين عدد محدد من المديرين على أساس العرق والإثنية والتفضيل الجنسي والحالة المتحولة جنسياً أمر مشكوك فيه على الفور ويُفترض أنه غير صالح ويؤدي إلى مراجعة صارمة من قبل المحكمة". في أبريل 2022، وافق قاضٍ في كاليفورنيا. وفي ديسمبر 2022، وافقت محكمة الاستئناف في كاليفورنيا أيضًا على ذلك.
وجدت دراسة أجريت عام 2020 من قبل باحثين من جامعات نورث إيسترن وهارفارد ونورث ويسترن وروتجرز أن جوديشيال ووتش كان من بين أكثر خمسة نطاقات أخبار كاذبة مشاركة في التغريدات المتعلقة بكوفيد-19، والآخرون هم ذا جيتواي بانديت وإنفو وورز ووورلد نت ديلي وناتشورال نيوز.

## الأنشطة والخلافات
كانت الأهداف الرئيسية لمنظمة جوديشيال ووتش هي الديمقراطيين، وخاصة بيل وهيلاري كلينتون وإدارة أوباما.

### فضيحة البعثة التجارية لوزارة التجارة
في عام 1995، رفعت منظمة جوديشيال ووتش دعوى قضائية في المحكمة الجزئية بموجب قانون حرية المعلومات، سعياً للحصول على معلومات من وزارة التجارة (DOC) فيما يتعلق باختيار وزارة التجارة للمشاركين في بعثات التجارة الخارجية. في مايو/أيار 1995، وبعد إجراء بحث استجابة لطلبات منظمة جوديشيال ووتش بموجب قانون حرية المعلومات، أنتجت وزارة الإصلاحات ما يقرب من 28 ألف صفحة من المعلومات غير المعفاة من الضرائب، وامتنعت عن نشر نحو ألف وثيقة باعتبارها معفاة من الضرائب. نشأت نزاعات بين الأطراف حول مدى كفاية البحث الذي أجرته إدارة التصحيحات، واتهمت منظمة جوديشيال ووتش بعض المسؤولين في إدارة التصحيحات بتدمير أو إزالة الوثائق المستجيبة. في ديسمبر 1998، وبعد الاكتشاف، منحت المحكمة الجزئية حكمًا موجزًا جزئيًا إلى جوديشيال ووتش وأمرت وزارة التجارة بإجراء بحث جديد. خلال التحقيق، شهدت نولاندا ب. هيل، الشريكة التجارية لوزير التجارة رون براون، أن براون أخبرها أن السيدة الأولى هيلاري كلينتون كانت القوة الدافعة وراء الجهود المبذولة لجمع أكبر قدر ممكن من المال لإعادة انتخاب الرئيس كلينتون واللجنة الوطنية الديمقراطية. وإضافة إلى ذلك، "... تم حث الشركات على التبرع بمبالغ كبيرة من المال مقابل اختيارها للمشاركة في البعثات التجارية لوزارة التجارة."

### نظرية المؤامرة فينس فوستر
ساعدت منظمة جوديشيال ووتش في الترويج لنظرية المؤامرة التي تقول إن فينس فوستر قُتل على يد عائلة كلينتون، ولم تتمكن حتى الآن من تقديم دليل مقنع.

### سجلات زوار البيت الأبيض
في 10 أغسطس/آب 2009، أرسلت منظمة جوديشيال ووتش طلباً بموجب قانون حرية المعلومات إلى جهاز الخدمة السرية الأميركي تطلب فيه نشر سجلات الزوار الرسمية للبيت الأبيض. في أغسطس 2011، أمرت قاضية المحكمة الجزئية الأمريكية بيريل هاويل الوكالة بمعالجة طلب البيانات الذي قدمته المجموعة. وقد أيدت محكمة الاستئناف في مقاطعة كولومبيا القرار جزئيًا، حيث قررت أن جهاز الخدمة السرية ليس مضطرًا إلى إنتاج سجلات الزوار لمكتب الرئيس.

### ادعاءات نانسي بيلوسي الكاذبة
في عام 2010، قدمت منظمة جوديشيال ووتش ادعاءات غير دقيقة حول إنفاق السفر الجوي من قبل وفد نانسي بيلوسي في الكونجرس؛ وقد التقط موقع المؤامرة المحافظ وورلد نت ديلي ادعاءات جوديشيال ووتش. كما قدمت منظمة جوديشيال ووتش ادعاءات كاذبة بشأن سفر بيلوسي جواً في عام 2008.

### عملية رمح نبتون
قُتل أسامة بن لادن، زعيم تنظيم القاعدة الإرهابي، في باكستان في الأول من مايو/أيار 2011، في عملية مشتركة بين قوات البحرية الأميركية ووكالة الاستخبارات المركزية الأميركية (سي آي إيه). تمت تسمية هذه العملية باسم عملية نبتون سبير. في 2 مايو 2011، تقدمت منظمة جوديشيال ووتش بطلب بموجب قانون حرية المعلومات إلى وزارة الدفاع ووكالة المخابرات المركزية للحصول على صور ومقاطع فيديو لبن لادن تم التقاطها أثناء العملية أو بعدها.
فشلت الحكومة في تقديم أية سجلات خلال العشرين يومًا المطلوبة. من أجل فرض الامتثال، رفعت منظمة جوديشيال ووتش دعوى قضائية بموجب قانون حرية المعلومات ضد وزارة الدفاع ووكالة المخابرات المركزية في 8 يونيو 2011. في 31 يناير/كانون الثاني 2014، وبعد مشاحنات قانونية، أصدر البنتاغون وثائق عملية "رمح نبتون" إلى منظمة "جوديشال ووتش". كان أحد رسائل البريد الإلكتروني يحمل سطر الموضوع إرشادات أوبسيك/رمح نبتون التوجيهات وهو دليل على أنه بعد أيام من طلب قانون حرية المعلومات الأصلي، أمر قائد العمليات الخاصة الأمريكية الأدميرال ويليام ماكرافين ‏ مرؤوسيه بتدمير أي صور لأسامة بن لادن ربما تكون لديهم على الفور.

### أشرطة بيل كلينتون/تايلور برانش
في عام 2012، رفعت منظمة جوديشيال ووتش دعوى قضائية ضد الإدارة الوطنية للأرشيف والسجلات (NARA) في محاولة لإجبار NARA على إعلان الأشرطة الصوتية المحفوظة في مكتبة ويليام جيه كلينتون الرئاسية ومتحف بيل كلينتون على أنها سجلات رئاسية، ومصادرتها، وتسليمها إلى جوديشيال ووتش. خلال فترة تولي كلينتون منصبه، سمح للمؤرخ تايلور برانش بإجراء مقابلة خاصة معه من أجل كتاب كان برانش يخطط لكتابته. نُشرت في عام 2009 تحت عنوان "أشرطة كلينتون". رفضت إدارة الأرشيف الوطني اعتبار الأشرطة "سجلات رئاسية"، ورفض القاضي الفيدرالي الدعوى القضائية قائلاً إن "الإعفاء الذي يطلبه المدعي – وهو أن يتولى أمين الأرشيف "الحضانة والسيطرة" على الأشرطة الصوتية – غير متاح بموجب قانون تنظيم الأرشيف ". أطلق الرئيس السابق ترامب على هذه القضية اسم "قضية جوارب كلينتون" لأن الأشرطة قيل إنها كانت مخزنة في درج جوارب كلينتون.

### سجلات اغتيال كينيدي
رفعت منظمة جوديشيال ووتش دعوى قضائية بموجب قانون حرية الوصول إلى المعلومات ضد إدارة الأرشيف والسجلات الوطنية (NARA) للحصول على السجلات من فترة روبرت ف. كينيدي كنائب عام. غطت السجلات عمليات استخباراتية حساسة أجريت خلال إدارتي جون ف. كينيدي وليندون ب. جونسون.

### دعاوى البريد الإلكتروني لهيلاري كلينتون
رفعت منظمة جوديشيال ووتش حتى الآن عشرين دعوى قضائية بموجب قانون حرية الوصول إلى المعلومات تتعلق برسائل البريد الإلكتروني لوزيرة الخارجية هيلاري كلينتون.
في 8 فبراير/شباط 2016، أكد مكتب التحقيقات الفيدرالي أنه يحقق في استخدام هيلاري كلينتون لخادم بريد إلكتروني خاص أثناء توليها منصب وزيرة الخارجية. اضطر المكتب إلى الاعتراف رسميًا بالتحقيق بسبب دعوى قضائية مستمرة بموجب قانون حرية المعلومات رفعتها منظمة جوديشيال ووتش. وكان مدير مكتب التحقيقات الفيدرالي جيمس كومي قد أشار سابقًا إلى التحقيق، على الرغم من أن مكتب التحقيقات الفيدرالي رفض تأكيده أو نفيه في ملفات المحكمة.
في 23 فبراير/شباط 2016، أصدر قاضٍ فيدرالي حكمًا يقضي بإمكانية استجواب كبار مساعدي هيلاري كلينتون تحت القسم من قِبل منظمة "جوديشال ووتش" بشأن استخدامها خادم بريد إلكتروني خاص كوزيرة للخارجية. ووافق قاضي المحكمة الجزئية إيميت جي. سوليفان على طلب منظمة "جوديشال ووتش" للتحقيق فيما إذا كانت وزارة الخارجية ووزيرة الخارجية السابقة هيلاري كلينتون قد عرقلتا قانون حرية المعلومات عمدًا باستخدام خادم بريد إلكتروني خاص لحجب اتصالاتها عن طلبات السجلات العامة.
في مايو/أيار 2016، منح قاضي المحكمة الجزئية الأمريكية إيميت جي. سوليفان منظمة جوديشيال ووتش "حق الكشف" عن نظام البريد الإلكتروني لوزيرة الخارجية السابقة هيلاري كلينتون. وقد سمح هذا الحكم لمنظمة "جوديشال ووتش" باستجواب اثنتين من مساعدي كلينتون المقربين، هما هوما عابدين وتشريل ميلز، تحت القسم. في دعوى قضائية منفصلة تتعلق بقانون حرية المعلومات بشأن هيلاري كلينتون والهجوم الإرهابي على بنغازي، حكم قاضي المحكمة الجزئية الأمريكية رويس لامبيرث بأن منظمة جوديشيال ووتش يمكنها إجراء تحقيق في ممارسات البريد الإلكتروني لكلينتون وكبار مساعديها.
وفي قضية منفصلة، في 29 مارس/آذار 2016، منح قاضي المحكمة الجزئية الأميركية رويس لامبيرث منظمة جوديشال ووتش حق الكشف المحدود، مشيرًا إلى سوء نية محتمل من جانب الحكومة في الاستجابة لطلبات الحصول على وثائق تتعلق بنقاط الحديث المقدمة إلى سوزان رايس ردًا على هجوم بنغازي.
أدت دعوى قضائية رفعتها منظمة جوديشيال ووتش بموجب قانون حرية المعلومات إلى الإفراج عن 2800 رسالة إلكترونية من مساعدة كلينتون هوما عابدين والتي تم العثور عليها على الكمبيوتر المحمول الخاص بأنثوني وينر، زوج عابدين المنفصل عنها. تم تصنيف خمسة من رسائل البريد الإلكتروني.

### ادعاءات كاذبة حول احتجاجات جورج زيمرمان
في عام 2013، زعمت منظمة جوديشيال ووتش أن وزارة العدل في عهد إدارة أوباما نظمت احتجاجات ضد جورج زيمرمان بعد إطلاق النار على ترايفون مارتن؛ وقال موقع بوليتيفاكت أن هذا "كاذب في الغالب" وأنه في حين تم إرسال موظفي وزارة العدل إلى فلوريدا، فقد "أُرسلوا بفكرة الحفاظ على الوضع سلميًا وهادئًا، وليس التحريض على الاحتجاجات أو العنف أو التغاضي عنها".

### تنظيم الدولة الإسلامية في المكسيك يثير الرعب
في عامي 2014 و2015، ادعت منظمة جوديشيال ووتش زوراً أن تنظيم الدولة الإسلامية (داعش) أقام معسكراً في المكسيك؛ وقد التقطت العديد من وسائل الإعلام اليمينية ادعاءات جوديشيال ووتش.

### التعاون مع ستيف بانون وبرياتبارت نيوز
في عام 2013، تعاونت منظمة جوديشيال ووتش مع ستيف بانون، الرئيس التنفيذي لموقع برايتبارت نيوز اليميني البديل، في فيلم "منطقة الفساد"، الذي انتقد إدارة أوباما. دفعت منظمة جوديشيال ووتش لمجموعة بانون مشروع فيلم النصر مبلغ 382،143 دولارًا مقابل الفيلم. وصفت بوليتيكو الفيلم بأنه "إعلان تجاري لعمل جوديشيال ووتش".
أعلنت منظمة جوديشيال ووتش على موقع برايتبارت لسنوات عديدة. قال رئيس منظمة جوديشيال ووتش توم فيتون "إن النشطاء الليبراليين يريدون تدمير برايتبارت، لكننا لن نستسلم".

### نظرية المؤامرة حول مقتل سيث ريتش
في عام 2017، طلبت منظمة جوديشيال ووتش وثائق تتعلق بوفاة سيث ريتش، الموظف في اللجنة الوطنية الديمقراطية؛ وقد أدى موت سيث ريتش إلى تفنيد نظريات المؤامرة اليمينية التي زعمت أن هيلاري كلينتون أو الحزب الديمقراطي هم من قتلوه.

### ادعاءات كاذبة بشأن تزوير الناخبين
في أغسطس/آب 2017، زعمت منظمة جوديشيال ووتش زوراً أن 11 مقاطعة في كاليفورنيا لديها عدد من الناخبين المسجلين يفوق عدد سكانها المقدر من المواطنين المؤهلين للتصويت؛ وقد التقطت منافذ إعلامية مثل برايتبارت نيوز وشبكة الدعاية الروسية RT (روسيا اليوم) هذه الادعاءات. أحصت منظمة جوديشيال ووتش "الناخبين غير النشطين" في تعدادها، وهي قائمة تحتفظ بها كاليفورنيا للأشخاص الذين تم استبعادهم من القوائم النشطة بعد إرجاع بطاقة اقتراع بريدية أو دليل انتخابي أو وثيقة رسمية أخرى لعدم إمكانية تسليمها؛ وتحتفظ كاليفورنيا بمثل هذه القائمة كوسيلة أمان في حالة تصنيف الناخبين المؤهلين بشكل خاطئ على أنهم "غير نشطين". قال وزير خارجية ولاية كاليفورنيا أليكس باديا إن ادعاءات منظمة جوديشيال ووتش "لا أساس لها من الصحة"، و"حسابات خاطئة ومنهجية مشكوك فيها". عندما طلبت صحيفة لوس أنجلوس تايمز من منظمة جوديشيال ووتش مشاركة تحليلها لتسجيل الناخبين في كاليفورنيا، رفضت المنظمة ذلك. جاءت مزاعم منظمة جوديشيال ووتش بشأن تزوير الناخبين في أعقاب مزاعم الرئيس دونالد ترامب الكاذبة بشأن تزوير الناخبين على نطاق واسع في كاليفورنيا خلال الانتخابات الرئاسية لعام 2016. وقد قام ترامب بعد ذلك مرارًا وتكرارًا بالترويج لادعاءات جوديشيال ووتش الكاذبة بشأن تزوير الناخبين.
في الثالث من فبراير/شباط 2020، يوم انعقاد مؤتمرات أيوا التمهيدية للحزب الديمقراطي، ألمح رئيس منظمة "جيه دبليو"، توم فيتون، إلى وجود تزوير انتخابي في أيوا، مدعيًا زورًا أن "عدد المسجلين في ثماني مقاطعات في أيوا يفوق عدد المواطنين البالغين من العمر ما يكفي للتسجيل". انتشر هذا الادعاء الكاذب على نطاق واسع على وسائل التواصل الاجتماعي. وقد دحض وزير خارجية ولاية أيوا، بول باتي، وهو عضو في الحزب الجمهوري، ادعاء فيتون من خلال ربطه ببيانات التسجيل الرسمية للناخبين.
أطلق فيتون ادعاءاتٍ مُقلقة بشأن تزوير الانتخابات، قائلاً: "لقد سمعنا جميعًا عن تزوير الانتخابات ومحاولات وسائل الإعلام الليبرالية، مثل صحيفة نيويورك تايمز وأكاديميي برج العاج، تجاهله باعتباره مشكلةً غير موجودة. ولكن هل هو حقيقيٌّ ومنتشرٌ وجوهريٌّ لدرجة أنه يُمكن أن يُحدد نتائج الانتخابات؟"

### ادعاءات كاذبة حول لوحة ترامب النازية
في عام 2017، ادعت منظمة جوديشيال ووتش أن أموال دافعي الضرائب ذهبت إلى لوحة إعلانية تصور الرئيس دونالد ترامب على أنه نازي. وأظهر المزيد من التحقيقات أنه "في حين أن مالك اللوحة الإعلانية أسس المجموعة التي تلقت تمويلًا من المدينة لفعالية "آرت ديتور" التي تم خلالها رفع صورة ترامب، فإن مشروع اللوحة الإعلانية نفسه لم يتلق تمويلًا من المدينة".

### دعاوى قضائية ضد علماء المناخ
رفعت منظمة جوديشيال ووتش دعاوى قضائية تسعى إلى إجبار الإدارة الوطنية للمحيطات والغلاف الجوي (NOAA) على إصدار مراسلات علماء المناخ الذين نشروا دراسة عام 2015 في مجلة ساينس. وكانت الدراسة قد دحضت أحد الادعاءات الشائعة التي يسوقها أولئك الذين يرفضون الإجماع العلمي بشأن تغير المناخ، وهو أن هناك " فجوة " في الاحتباس الحراري العالمي بين عامي 1998 و2012. وقد أدان صندوق الدفاع القانوني لعلوم المناخ والجمعية الأمريكية للأرصاد الجوية واتحاد العلماء المعنيين منظمة جوديشيال ووتش، قائلين إن الكشف عن الاتصالات الخاصة بين العلماء "من شأنه أن يضر (أو يوقف تماما) قدرة العلماء الحكوميين على التعاون مع زملائهم، ويضر بقدرة الحكومة على تجنيد أو الاحتفاظ بكبار العلماء، ويثبط الأبحاث المهمة للغاية في المجالات ذات الصبغة السياسية مثل تغير المناخ". كانت دعوى جوديشيال ووتش مستوحاة من النائب لامار سميث، وهو منكر لتغير المناخ والذي اتهم مؤلفي الدراسة "بتغيير البيانات" "للحصول على النتائج السياسية الصحيحة التي يريدونها".

### تحقيقات مولر ومكتب التحقيقات الفيدرالي في التدخل الروسي
في عام 2017، ساعدت منظمة جوديشيال ووتش في تأجيج الهجمات الجمهورية ضد تحقيق المستشار الخاص روبرت مولر في التدخل الروسي في انتخابات عام 2016. ودعا رئيس منظمة جوديشيال ووتش توم فيتون إلى إغلاق تحقيق المستشار الخاص، بحجة أن المدعين العامين في التحقيق كانوا متحيزين للغاية ضد الرئيس ترامب لإجراء تحقيق موثوق، وهو الادعاء الذي رفضه أعضاء مجلس الشيوخ الجمهوريون توم تيليس وبوب كوركر. علاوة على ذلك، دعا فيتون إلى إغلاق مكتب التحقيقات الفيدرالي (FBI) بناءً على ادعاء مفاده أن إدارة أوباما حولته إلى "عملية من نوع KGB ".

### اتهامات ضد مؤسسة كلينتون
في يناير 2018، كرر رئيس منظمة جوديشيال ووتش توم فيتون الاتهامات ضد مؤسسة كلينتون بأنها قامت بتحويل الأموال المخصصة للأعمال الخيرية في هايتي لدفع تكاليف حفل زفاف تشيلسي كلينتون. وقد قامت صحيفة واشنطن بوست بالتحقق من صحة هذا الادعاء قبل عام ووجدت أنه "يفتقر إلى أي دليل".

### جورج سوروس يشوه سمعته
في أكتوبر/تشرين الأول 2018، أثار كريس فاريل من منظمة جوديشيال ووتش جدلاً واسع النطاق عندما ظهر في برنامج لو دوبز على فوكس بيزنس واستخدم ما وصفه كثيرون بأنه تعبير معادٍ للسامية للإيحاء بأن وزارة الخارجية كانت أرضًا "محتلة من قبل سوروس". وقد عكست هذه الملاحظة الصورة المعادية للسامية المتمثلة في "حكومة محتلة صهيونية" للإشارة إلى السيطرة اليهودية على الحكومة الأميركية. بعد إدانة واسعة النطاق، صرحت فوكس أن فاريل لن يتم حجزه بعد الآن.
روّج فاريل لنظرية مؤامرة لا أساس لها من الصحة مفادها أن قافلة المهاجرين التي تسافر عبر أمريكا الوسطى باتجاه الولايات المتحدة كانت تُدار أو تُمول من قبل "وزارة الخارجية التي يحتلها سوروس". وكانت منظمة جوديشيال ووتش منخرطة في ما وصفته الإذاعة الوطنية العامة بأنه "حملة شاملة ضد سوروس". من بين أمور أخرى، جمعت منظمة جوديشيال ووتش الأموال من خلال نشر إعلانات تدعو إلى اتخاذ إجراء: "افضح سوروس!"

### رسائل السيناتور إلى مصلحة الضرائب
وفقًا لمنظمة "ميديا ماترز فور أمريكا"، زعمت منظمة "جوديشال ووتش" عام 2015 أن ثلاث رسائل جديدة أرسلها السيناتور الديمقراطي كارل ليفين إلى مفوض مصلحة الضرائب الداخلية "تناقش كيفية استهداف الجماعات المحافظة التي ادعى السيناتور أنها منخرطة في أنشطة سياسية". وأفادت المنظمة بأن المنظمة وفرت رابطًا للوثائق على موقعها، لكنها قالت إنها لم تُلاحظ أن إحدى رسائل ليفين لم تذكر المحافظين، بينما ذكرت الرسالتان الأخريان عددًا متساويًا من الكيانات الليبرالية/الديمقراطية والمحافظة/الجمهورية. وقد تم تضخيم ادعاء منظمة المراقبة القضائية من قبل العديد من وسائل الإعلام المحافظة.

### إزالة التمثال
سعت منظمة المراقبة القضائية إلى إزالة تمثال الثوري المكسيكي بانشو فيلا من وسط مدينة توسون. قالت منظمة المراقبة القضائية إن التمثال "يجب أن يرحل" لأن "بانشو فيلا ألحق ضررًا كبيرًا بالناس".

### قمع الناخبين في انتخابات 2020
في عام 2020، حث رئيس منظمة جوديشيال ووتش توم فيتون الحاضرين في حدث نظمه مجلس السياسة الوطنية على منع إرسال بطاقات الاقتراع بالبريد إلى الناخبين، قائلاً: "نحن بحاجة إلى منع إرسال تلك البطاقات، وأريد من المحامين هنا أن يخبرونا بما يجب علينا فعله".

## دعاوى لاري كلايمان
في عام 2003، غادر مؤسس جوديشيال ووتش لاري كلايمان المنظمة للترشح لمجلس الشيوخ الأمريكي عن ولاية فلوريدا. في عام 2006، رفع كلايمان دعوى قضائية ضد منظمة جوديشيال ووتش ورئيسها توم فيتون. كما قدمت منظمة جوديشيال ووتش العديد من المطالبات ضد كلايمان أيضًا؛ ففي عام 2019، حصلت جوديشيال ووتش على حكم بقيمة 2.8 مليون دولار ضد كلايمان بشأن مزاعمها بانتهاك اتفاقية الفصل وانتهاك العلامة التجارية.
في عام 2012، أخبر موظف في منظمة جوديشيال ووتش أورلي تايتز زوراً أن كلايمان قد أدين بعدم دفع نفقة الطفل (تم توجيه الاتهام إلى كلايمان، ولكن تم إسقاط التهم في وقت لاحق). ونشرت تايتز بعد ذلك تعليق الموظفة على موقعها الإلكتروني. رفع كلايمان دعوى قضائية ضد منظمة جوديشيال ووتش بتهمة التشهير، وفي عام 2014، منحت هيئة محلفين فيدرالية كلايمان 156000 دولار كتعويضات و25000 دولار كتعويضات عقابية.
في عام 2017، رفعت منظمة فريدوم ووتش (منظمة خليفة كلايمان لمنظمة جوديشيال ووتش) دعوى قضائية دون جدوى ضد جوديشيال ووتش والاتحاد المحافظ الأمريكي (ACU)، زاعمة أنهما انتهكا قانون شيرمان من خلال التواطؤ لمنع فريدوم ووتش من المشاركة في مؤتمر العمل السياسي المحافظ التابع للاتحاد المحافظ الأمريكي.
كان كلايمان يمثل ثلاثة أفراد رفعوا دعوى قضائية ضد جوديشيال ووتش، صاحب عمله وعميله السابق، لكنه فشل في الحصول على موافقة جوديشيال ووتش للتنازل عن تضارب المصالح. وأكد كلايمان أن نقابة المحامين في مقاطعة كولومبيا "أدركت عدم وجود دليل على عدم الأمانة أو المكسب الشخصي". ومع ذلك، في عام 2020، أوقفت محكمة الاستئناف في مقاطعة كولومبيا ترخيص كلايمان لمدة 90 يومًا وأمرته بإكمال دورة في الأخلاقيات القانونية.

## دعوى بيتر بول
في عام 2007، رفع المتبرع السابق بيتر ف. بول دعوى قضائية ضد منظمة جوديشيال ووتش، متهمًا إياها باستخدام اسمه لجمع أكثر من 15 مليون دولار لدعم دعواه القضائية ضد بيل كلينتون وهيلاري كلينتون بينما لم تفعل الكثير لدفع قضيته إلى الأمام. تم رفض جميع ادعاءات بول.[بحاجة لمصدر أفضل]

## التمويل
اعتبارًا من عام 2016، بلغت الميزانية السنوية لـ جوديشيال ووتش حوالي 35 مليون دولار. بين عامي 1997 و2002، حصلت منظمة جوديشيال ووتش على 7،069،500 دولار أمريكي في 19 منحة من عدد قليل من المؤسسات. جاء الجزء الأكبر من هذا التمويل من ثلاث مؤسسات: مؤسسة سارة سكيف، وهي مؤسسة ممولة لقضايا سياسية محافظة؛ ومؤسسة قرطاج، التي اندمجت مع مؤسسة سارة سكيف في عام 2014؛[بحاجة لمصدر أفضل] ومؤسسة جون إم. أولين، المحدودة. اعتبارًا من عام 2010، كانت مؤسسة سارة سكيف هي المساهم الأكبر في المجموعة.

## للقراءة الإضافية
- Fitton, Tom The Corruption Chronicles: Obama's Big Secrecy, Big Corruption, and Big Government (New York: Simon & Schuster, 2012). (ردمك 978-1-4516-7787-4)
- Fitton, Tom Clean House: Exposing Our Government's Secrets and Lies (New York: Threshold Editions, 2016). (ردمك 978-1-5011-3704-4)

## وصلات خارجية
- الموقع الرسمي
- Organizational Profile (archived) – National Center for Charitable Statistics (Urban Institute)

38°53′01″N 77°00′56″W / 38.8836°N 77.0155°W